# 雏子的笔记
《雏子的笔记》是由三月以四格漫畫形式發表的日本漫畫作品。2014年8月27日開始發表於《月刊Comic Alive》中的一個四格漫畫欄目《COMIC CUNE》，後來轉移至於2015年8月27日正式創刊的四格漫畫雜誌《COMIC CUNE》發表，在2021年1月27日發售的《COMIC CUNE》2021年3月號完結。ComicWalker網站也發表該四格漫畫。單行本共7冊。台灣已經由東立出版社出版第2本。AT-X等電視台於2017年4月至6月播放12集電視動畫作品。

## 故事
櫻木雛子在緊張的時候會變成一個稻草人，不擅於講話的她為了想在夢想的藤宮高中加入演劇社、變成一個健談的人而下定決心前往東京唸書。但不知道為什麼她寄住的地方居然是一間舊書店，而那裡居然有個把書本當美食吃的美少女？此時雛子也得知了此學校的演劇社處於休部狀態，為了達成雛子的夢想，此時萩野千秋提議成立一個小型四人的劇團。

## 登場角色
櫻木雛子（／ Sakuragi Hinako），聲：M·A·O、栗本有規（幼年）
女主角。为了克服自己不善于说话的毛病，想要加入藤宮高中的演剧部。
動物十分喜歡接近她，常常因為緊張而不動。小時候常因為以上兩個原因而擔任稻草人的工作，將會吃農作物的小鳥吸引走。
夏川玖井菜（／ Natsukawa Kuina），聲：富田美憂、內藤穗之香（幼年）
雛子的同學。雛子對她的第一印象是很漂亮的人。本人會把書當朋友，甚至會吃書。
柊真雪（／ Hiiragi Mayuki），聲：小倉唯
雛子的學姐。高中2年級生。在公寓附設的咖啡廳打工。由於身材矮小，經常被人當成小孩子。平時穿著的便服為女僕裝。
萩野千秋（／ Hagino Chiaki），聲：東城日沙子、遠藤璃菜（幼年）
真雪的同學。雛子所居住的公寓的房東。前演剧部成員。平時沉默寡言，但是一上台就會變得不一樣。
中島優亞（／ Nakajima Yua），聲：高野麻里佳
雛子的同學。崇拜千秋。對雛子又愛又恨。
黑柳琉璃子（／ Kuroyanagi Ruriko），聲：吉田有里
天才兒童演員，也是藤宮高中演劇部的顧問老師。
猫屋敷宫（／ Nekoyashiki Miya）
在漫画中登场，是雏子的粉丝。喜欢粘着雏子。家里经营着貓咪咖啡廳，但自身却是被猫厌恶的体质。

## 出版書籍
| 冊數 | 日本（Media Factory） | 日本（Media Factory）                                   | 臺灣（東立出版社） | 臺灣（東立出版社）     |
| 冊數 | 發售日期              | ISBN                                                    | 發售日期           | ISBN                   |
| ---- | --------------------- | ------------------------------------------------------- | ------------------ | ---------------------- |
| 1    | 2015年8月27日         | ISBN 978-4-04-067745-3                                  | 2016年10月7日      | ISBN 978-986-365-978-5 |
| 2    | 2016年8月27日         | ISBN 978-4-04-068446-8                                  | 2019年9月6日       | ISBN 978-986-382-265-3 |
| 3    | 2017年3月27日         | ISBN 978-4-04-069102-2                                  |                    |                        |
| 4    | 2017年5月27日         | ISBN 978-4-04-069164-0 ISBN 978-4-04-069162-6（限定版） |                    |                        |
| 5    | 2018年12月27日        | ISBN 978-4-04-065413-3                                  |                    |                        |
| 6    | 2020年3月27日         | ISBN 978-4-04-064359-5                                  |                    |                        |
| 7    | 2021年3月27日預定     | ISBN 978-4-04-680193-7                                  |                    |                        |

## 電視動畫
於2016年8月27日發售的《COMIC CUNE》雜誌上宣布預定推出電視動畫作品。是Comic Cune連載作品中首部以30分鐘長度動畫化的作品（此前的《麵包與和平！》、《喵咪days》均為泡麵番）。AT-X於2017年4月7日至6月23日播放12集電視動畫作品。日本及香港的MyTV SUPER平台於2017年4月第二星期開始同步播出。

### 製作人員
- 原作：三月
- 總導演：高橋丈夫
- 導演：喜多幡徹
- 劇本統籌：浦畑達彥
- 人物設定、總作畫指導：植田和幸
- 音樂：橋本由香利
- 動畫製作：Passione
- 製片：Anima & Company
- 製作：雛子的筆記製作委員會

### 主題曲
片頭曲
作詞、作曲：松浦勇氣，編曲：睦月周平，主唱：（櫻木雛子（M·A·O）、夏川玖井菜（富田美憂）、柊真雪（小倉唯）、萩野千秋（東城日沙子）、中島優亞（高野麻里佳））
片尾曲
作詞、作曲：宮原康平，編曲：久下真音，主唱：（櫻木雛子（M·A·O）、夏川玖井菜（富田美憂）、柊真雪（小倉唯）、萩野千秋（東城日沙子）、中島優亞（高野麻里佳））
插入曲「SHINING STAR」（第4話）
作詞：稻葉江美，作曲、編曲：百石元、主唱：櫻木雛子（M·A·O）

### 各話列表
| 話數   | 日文標題 | 中文標題             | 劇本     | 分鏡              | 演出                         | 作畫監督                                                                       |
| ------ | -------- | -------------------- | -------- | ----------------- | ---------------------------- | ------------------------------------------------------------------------------ |
| 第1話  |          | 特技是，稻草人       | 浦畑達彥 | 高橋丈夫          | 末田宜史                     | 石原惠治、小川繪理 橋本英樹、早坂皋月 鶴田愛、近藤源一郎 佐佐木政勝            |
| 第2話  |          | 由此開始             | 浦畑達彥 | 喜多幡徹          | 重原克也                     | 滿若高代、宮地聰子 早坂皋月、中山初繪 橋本英樹、依田正彥                       |
| 第3話  |          | 朋友的誤會           | 加茂靖子 | 龍輪直征 喜多幡徹 | 鈴木裕輔                     | 萩原省智、清水拓磨 清水勝祐、野道佳代                                          |
| 第4話  |          | 主角稻草人           | 浦畑達彥 | 中野典克 喜多幡徹 | 江副仁美                     | 小林明美、櫻井祐哉 窪敏                                                        |
| 第5話  |          | 不溫柔的溫柔之人     | 富田賴子 |                   | 依田正彥 瀧川和男 藤澤奈奈子 | 大塚八愛、吉田和香子 鶴田愛、小林史緒里                                        |
| 第6話  |          | 女僕與怪物與夢之舞台 | 浦畑達彥 | 高橋丈夫          | 龍輪直征                     | 橋本英樹、鶴田愛 櫻井祐哉、宮地聰子 清水勝祐、平馬浩司 青木真理子、福島達也    |
| 第7話  |          | 令人迷茫的泳裝       | 加茂靖子 | 高橋成世          | 長山延好                     | 城紀史、鷲田敏彌 及川春香、熊谷香代子                                          |
| 第8話  |          | 努力過頭了           | 富田賴子 | 山本裕介          | 森義博                       | 梶浦紳一郎、吉田尚人 櫻井木之實                                                |
| 第9話  |          | 要集訓了             | 浦畑達彥 | 中野典克          | 備前克彥                     | 池內直子                                                                       |
| 第10話 |          | 盛裝彩排             | 浦畑達彥 | 高橋成世 高橋丈夫 | 龍輪直征                     | 石原惠治、清水勝祐 宮地聰子、鶴田愛 窪敏、佐佐木政勝 橋本英樹、苗木陽子 田中萌 |
| 第11話 |          | 年來年往             | 加茂靖子 | 小島正幸          | 長山延好                     | 門智昭、渡部裕子 田之上慎、鷲田敏彌 及川春香、熊谷香代子                       |
| 第12話 |          | 憧憬之地             | 浦畑達彥 | 高橋成世          | 依田正彥 喜多幡徹            | 橋本英樹、鶴田愛 青木真理子、鎌田均 、清水勝祐 宮地聰子、野口和夫 海堂浩幸     |

### 播放電視台
日本深夜動畫：下文記載的日本国内播放時間使用日本標準時間（UTC+9）表示。因為部分時間标识會採用30小时制，因此請留意这类超过24:00的时间，其實際播放時間為翌日清晨。
| 播放地區 | 播放電視台  | 播放日期               | 播放時間（UTC+9）   | 備註       |
| -------- | ----------- | ---------------------- | ------------------- | ---------- |
| 日本全国 | AT-X        | 2017年4月7日－6月23日  | 星期五 21:00－21:30 |            |
| 日本全国 | BS11        | 2017年4月7日－6月23日  | 星期五 23:00－23:30 |            |
| 东京都   | TOKYO MX    | 2017年4月7日－6月23日  | 星期五 25:40－26:10 |            |
| 京都府   | KBS京都     | 2017年4月8日－6月24日  | 星期六 25:30－26:00 |            |
| 愛知縣   | 愛知電視台  | 2017年4月9日－6月25日  | 星期日 26:05－26:35 |            |
| 福岡縣   | TVQ九州放送 | 2017年4月9日－6月25日  | 星期日 26:35－27:05 | 東京電視網 |
| 兵库县   | SUN电视台   | 2017年4月10日－6月26日 | 星期一 23:30－24:00 |            |

### BD&DVD
| 卷數 | 發行日期       | 收錄話數       | 規格編號   | 規格編號   |
| 卷數 | 發行日期       | 收錄話數       | BD         | DVD        |
| ---- | -------------- | -------------- | ---------- | ---------- |
| 1    | 2017年7月26日  | 第1話－第3話   | ZMXZ-11171 | ZMBZ-11181 |
| 2    | 2017年8月23日  | 第4話－第6話   | ZMXZ-11172 | ZMBZ-11182 |
| 3    | 2017年9月27日  | 第7話－第9話   | ZMXZ-11173 | ZMBZ-11183 |
| 4    | 2017年10月25日 | 第10話－第12話 | ZMXZ-11174 | ZMBZ-11184 |

## 軼事
有新聞指出片頭曲和片尾曲具有中毒性高的話題，有些人覺得不僅中毒性高且很有趣，例如歌曲中的繞口令和變調很有特色，有的人則是覺得還好。
作品题材上，有些人認為把吃書當成美味的情节像是在看《文學少女》，咖啡廳的日常像是在看《點兔》，粉色系的制服類似《輕鬆百合》，主角多次親近動物的劇情讓人以為在看《動物朋友》。有些人認為主角很像《点兔》的角色保登心爱，部分網友無法區別兩者的差別而誤以為兩者為同一角色或同一個作家的作品，但點兔的原作是Koi，與三月不同，出版社也不同，兩人的身分都不明，官方的措辭中似乎指出三月是女作家，網友為了比較兩者間的差距，製作了完整的徹底比較。

## 备注
1. ↑  日本音乐组合solua（日语：solua）的成员。